# Joresht

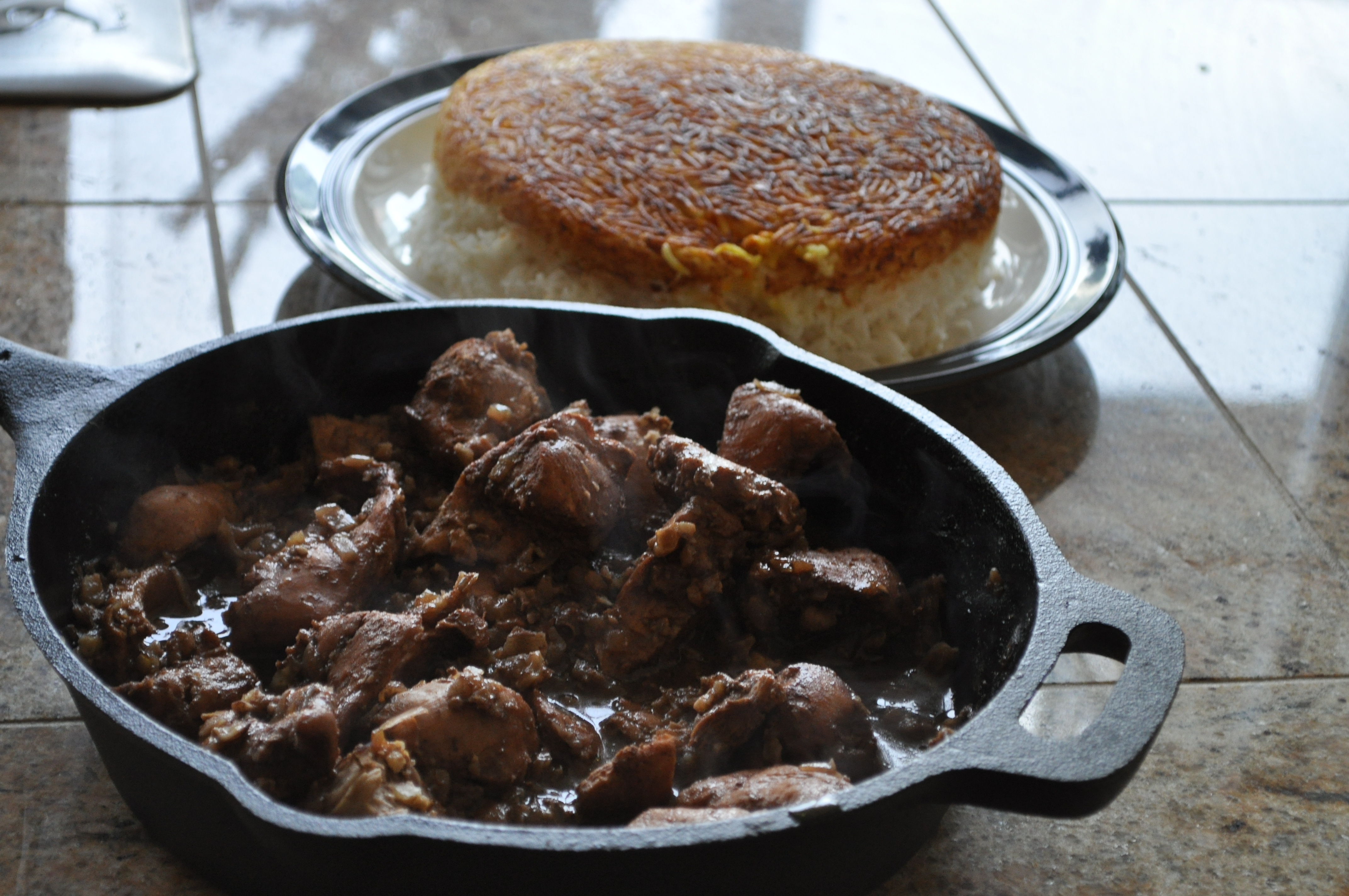
Un tah dig (al fondo) servido junto con un Khoresht.

Joresht (en persa: خورشت‎), denominado también joresh (en persa: خورش), es el nombre común para una variedad de estofados típicos de la cocina persa que se sirven junto con el polow (plato de arroz). Se considera uno de los platos tradicionales más antiguos de Irán, que se cocina en diferentes regiones de acuerdo a diferentes gustos. Este guiso se considera uno de los platos más elegantes y lujosos de Irán.
En la cocina persa existen una gran cantidad de diferentes joresht, todos ellos basados en la variedad de ingredientes empleados. En comparación con los Kebabs, normalmente se tarda más tiempo para preparar uno de estos joresht que los kebab y para la mayoría de ellos los componentes clave son sus verduras, no su carne, por lo que existen versiones para comensales vegetarianos. Una de las características de los estofados iraníes es el empleo del azafrán en cantidades generosas, lo que les proporciona un aroma y color característico. Los joresht más populares son el Joresh Gheymeh, el Joresh-e ghormeh sabzí y el joresh fesenyán.  

## Variedades
- Joresh badenyán - (Estofado de berenjenas) que incluye pierna de cordero, cebollas, tomate, cúrcuma
- Joresh-e gheymeh - incluye diversas verduras con cordero
- Joresh-e ghorme sabzí - estofado aromatizado con hierbas que incluye legumbres. Entre las hierbas se encuentra el fenogreco, coriandro, perejil, cebolla de primavera y limas secas.
- Joresh fesenyán o fesenyún -  (estofado de granada) que suele llevar carne de pollo y contrasta el dulce con el salado.
- Joresh-e Karafs - Estofado de apio.
- Joresh-e esfenach-o Alú - estofado de espinacas.
- Joresh-e Bamié - estofado de okras y tomates .
- Joresh-e gharch - estofado de setas.
- Jhoresh-e rivás - estofado de ruibarbo.
- Joresh-e lubia-sabz - estofado de judías verdes.